# La petita
La petita (títol original: Pretty Baby) és una pel·lícula de 1978 dirigida per Louis Malle. Ha estat doblada al català.

## Argument
El 1917 en un bordell de Nova Orleans, Violeta, de dotze anys, presencia com Hattie, la seva mare, dona a llum un nen, el seu germà. És tracta d'una película incestuosa, sobre la Violeta i el home que rescata la nena del bordell.
Regularment, un fotògraf ve a prendre fotos dels pensionnaires, però Violeta és gelosa quan s'ocupa de la seva mare i d'altres noies. Un dia, la virginitat de la noia és posta a les enchères. Aquesta última pren gust a aquesta vida. La seva mare abandona la casa per casar-se amb un ric client, prometent a Violeta portar-la aviat amb ella.
Quan les lligues de decència fan tancar les bordels, Violeta es casa amb Belloc el fotògraf però la seva mare torna finalment per donar-li una bona educació burgesa.

## Repartiment
- Brooke Shields: Violet
- Keith Carradine: Bellocq, el fotògraf, anomenat "Papa"
- Susan Sarandon: Hattie, la mare de Violet
- Frances Faye: Nell, la responsable del bordell
- Antonio Fargas: Professor
- Matthew Anton: Red Top
- Diana Scarwid: Frieda
- Barbara Steele: Josephine
- Seret Scott: Flora
- Cheryl Markowitz: Gussie
- Susan Manskey: Fanny
- Laura Zimmerman: Agnes
- Miz Mary: Odette
- Gerrit Graham: Highpockets
- Mae Mercer: Mama Mosebery

## Premis i nominacions

### Premis
- Gran Premi tècnic al Festival de Canes per	Louis Malle

### Nominacions
- Oscar a la millor banda sonora per Jerry Wexler
- Palma d'Or per 	Louis Malle

## Al voltant de la pel·lícula
- El títol de la pel·lícula, Pretty Baby, és inspirat en una cançó de Tony Jackson, que és utilitzada en la banda sonora.
- A Dana Plato i Tatum O'Neal els van oferir el paper de Violeta però els seus pares van negar-s'hi.
- La pel·lícula va aixecar una controvèrsia en relació amb les escenes on Brooke Shields (12 anys a l'època) apareix nua. A l'estrena, es van tallar 3 minuts. Aquestes escenes són ara disponibles en DVD.
- La pel·lícula ha estat rodada a Nova Orleans així com a Hattiesburg (Mississippi).
- La pel·lícula està inspirada en la vida del fotògraf Ernest J. Bellocq